# La Miana
La Miana es una entidad de población española del municipio de San Ferreol, perteneciente a la provincia de Gerona, en la comunidad autónoma de Cataluña.

## Historia
Hacia mediados del siglo XIX, el lugar, por entonces perteneciente a Besalú, tenía contabilizada una población de 78 habitantes. Aparece descrito en el undécimo volumen del Diccionario geográfico-estadístico-histórico de España y sus posesiones de Ultramar de Pascual Madoz con las siguientes palabras:

MIANA (la): l. en la prov. y dióc. de Gerona (7 horas), part. jud. de Olot (3 1/2), aud. terr., c. g. de Barcelona (27), ayunt. de la parr. de Besalù: sit. en la sierra de San Julian del Mont, con buena ventilacion, y clima templado y sano. Tiene 30 casas rurales y una igl. parr. (San Miguel) de la que es aneja la capilla de San Julian del Mont, servida por un cura de ingreso, de provision real y ordinaria, y un vicario; el cementerio se halla contiguo al templo. El térm. confina N. San Jaime y Argelaguer; E. Almor; S. Cellent, y O. Begudá. El terreno es montuoso, de tierra roja y tenaz, muy poblado de bosques, de robles, encinas y mata baja; discurre por él el riach. Juinyell, que desagua en el Fluviá; le cruzan varios caminos locales, que se hallan en mal estado. El correo lo recogen los interesados en Olot y en Besalú. prod.: trigo y otros granos tardíos, legumbres, patatas, vino de inferior calidad, poco aceite, frutas, hortalizas y abundancia de bellotas; cria ganado lanar, vacuno y con preferencia el de cerda, caza de perdices, liebres y conejos. pobl. 18 vec., 78 alm. cap. prod.: 820,400. imp.: 20,510.
(Madoz, 1848, p. 402)

En la actualidad, pertenece al municipio de San Ferreol. En 2022, tenía empadronados quince habitantes.